# بو بکر
بو بکر (انگلیسی: Bowe Becker؛ زادهٔ ۷ ژوئیهٔ ۱۹۹۷)  شناگر اهل ایالات متحده آمریکا است.
وی در مسابقات کشوری و بین‌المللی در مجموع برندهٔ ۲ مدال طلا، ۱ مدال نقره، ۱ مدال برنز شده‌است.